# Rumince
Rumince (in ungherese: Runya) è un comune della Slovacchia facente parte del distretto di Rimavská Sobota, nella regione di Banská Bystrica.